# Оксамитова акула довгошипа
Оксамитова акула довгошипа (Scymnodon macracanthus) — акула з роду Великозуба оксамитова акула родини Полярні акули.

## Опис
Загальна довжина досягає 68 см. Голова широка. Морда помірно довга, дорівнює відстані від кінчика морди до першої зябрової щілини. Очі помірно великі, овальні. За ними розташовані невеличкі бризкальця. Губи товсті та м'ясисті. Верхні губні складки короткі. На верхній щелепі зуби шилоподібні, з 1 верхівкою. На нижній щелепі зуби пласкі, з короткими косими верхівками та відносно широким корінням. У неї 5 коротких зябрових щілин. Тулуб кремезний, сильно звужується від грудної області до голови. Шкіряна луска велика, розташовано рідко. Грудні плавці великі. Має 2 спинних плавці з шипами. Задній спинний плавець трохи вище та ширше за передній. Шипи товсті та 1/3 підіймаються над шкірою. Хвостовий плавець широкий, веслоподібний. Верхня лопать більше розвинена ніж нижня.
Забарвлення чорно-коричневе.

## Спосіб життя
Тримається на глибині від 650 до 920 м. Помірно активний хижак. Полює біля дна, бентофаг. Живиться костистими рибами, ракоподібними, донними безхребетними.
Це яйцеживородна акула.

## Розповсюдження
Мешкає в районі Магелланової протоки (біля узбережжя Аргентини) та біля Нової Зеландії.